# Ganzepoot
El Ganzepoot (neerlandès per a pota d'oca) és una sèrie de rescloses i de llindars (barratges) al port interior de Nieuwpoort que connecten un riu, tres recs i dos canals amb l'embocadura del riu IJzer i el port marítim. Els barratges serveixen per al control del nivell dels recs i el desguàs dels pòlders. El Ganzepoot va construir-se a la segona meitat del segle xix però gairebé va ser completament destruït a la Primera Guerra Mundial. El nom prové del fet que aquesta sèrie d'infraestructures ressembla a una pota d'oca hexadàctil.
El conjunt de rescloses va tenir un paper a la Primera Guerra Mundial. En obrir aquesta resclosa el 29 d'octubre 1914 Hendrik Geeraert i Karel Cogge van inundar les terres entre l'antic ferrocarril Nieuwpoort-Diksmuide. Aquesta operació va aturar l'avanç de les tropes alemanyes i va ser l'inici d'una llarga guerra de trinxeres qua va durar fins al 1918.
El 2014 s'hi va inaugurar un centre d'interpretació.
D'esquerra a la dreta es veuen:

El Ganzepoot
1. IJzer; 2. Canal Plassendale-Nieuwpoort; 3. Canal Nieuwpoort-Duinkerke;
4. Cala de Nieuwendamme; 5. El rec Slijkvaart;
6. El rec Grote Beverdijkvaart; 7. El canal Oude Veurnevaart;
8. Mar del Nord

- El barratge del Nieuwbedelf, un rec de desguàs dels pòlders entre el Plassendalevaart i la costa
- La resclosa Gravensas que connecta el Plassendalevaart amb l'IJzer i el canal Nieuwpoort-Duinkerke.
- L'Springsas: la resclosa de desguàs de la cala de Nieuwdamme, l'antic llit de l'IJzer abans la seva canalització i rectificació.
- La resclosa obsoleta Iepersas entre l'IJzer canalitzat i la seva desembocadura.
- La resclosa de desguàs de Veurne-Ambacht o del Noordvaart.
- El Veurnesas: una resclosa de desguàs a l'inici del canal Nieuwpoort-Duinkerke